# Kalinin (Adiguèsia)
|  | Per a altres significats, vegeu «Kalinin (Krasnodar)». |

Kalinin - Калинин (rus) - és un khútor de la República d'Adiguèsia, a Rússia. Es troba a la vora del riu Guiagà, a 22 km al nord de Tulski i a 12 km al nord de Maikop.
Pertany al municipi de Kràsnaia Ulka.